# El Zorro escarlata en diligencia fantasma
Pour plus de détails, voir Fiche technique et Distribution.
El Zorro escarlata en diligencia fantasma (en français Le Zorro écarlate dans la diligence fantôme), aussi intitulé Aventuras del Zorro Negro ou El enmascarado justiciero  (en français Le justicier masqué), est un film mexicain réalisé par Rafael Baledón et sorti en 1959. Le film est divisé en trois parties : « La diligencia fantasma » (La diligence fantôme), « El hombre sin manos » (L'homme sans mains) et « El látigo envenenado » (Le fouet empoisonné).

## Synopsis
Le Zorro écarlate doit affronter trois mystères : une diligence qui disparaît, la mort de propriétaires terriens et un peuple terrifié par le maléfique El Látigo.

## Fiche technique
- Titre original : El Zorro escarlata en diligencia fantasma
- Titres alternatifs : Aventuras del Zorro Negro ou El enmascarado justiciero
- Réalisation : Rafael Baledón
- Assistant-réalisateur : Guillermo Cramer
- Scénario : Ramón Obón
- Photographie : Raúl Martínez Solares[6]
- Son : Enrique L. Rendón
- Montage : Gloria Schoemann, Pedro Velázquez[2]
- Production : Luis Manrique
- Société(s) de production : Producciones Luis Manrique
- Pays d’origine :  Mexique
- Langue originale : espagnol
- Format : noir et blanc — 35 mm — son Mono
- Genre : western, aventure
- Durée : 74 minutes
- Dates de sortie :
  - Mexique : 1959

## Distribution
- Luis Aguilar : Alfonso Rodríguez / El Zorro Escarlata
- Pascual García Peña : Pascual
- Rosalba de Cordoba : Alicia
- Salvador Godínez : le shériff véreux
- Julio Ahuet : adjoint du shériff
- Luis Mussot : Don Federico
- Carlos Suárez : agent du gouvernement (2e partie) puis El Látigo (3e partie)
- Manuel Casanueva : Don Diego (non crédité)
- Vicente Lara (non crédité)
- Salvador Lozano : Tío (non crédité)
- América Martín : la nièce (non créditée)
- Ignacio Peón
- Guillermo Cramer : Jacinto (2e partie) puis Padre José (3e partie)
- Salvador Lozano : l'oncle
- Eduardo Salas
- Ignacio Peón : une victime
- Fernando Osés : un homme de main